# 聖徳太子の地球儀
聖徳太子の地球儀（しょうとくたいしのちきゅうぎ）は、兵庫県太子町の斑鳩寺に伝わるソフトボール大の地球儀のこと。

## 概略
表面には南北アメリカ大陸やユーラシア大陸などがレリーフのように描かれている。また、1800年代に発見された南極大陸に相当する大陸や、ムー大陸に相当する大陸が描かれている。西暦606年に聖徳太子によって建立されたと伝わる斑鳩寺には、聖徳太子ゆかりとされる宝物が所蔵されており、江戸時代に目録『常什物帳』（『斑鳩寺常什物帳』）が作成された。その中の「地中石」と記載されているのがこの地球儀であるといわれ、少なくともその頃から存在していたと考えられている。

## 科学的な分析
2003年3月に放映された日本テレビの『特命リサーチ200X』で、材質などの科学的な分析が行われた。分析結果により材質は石灰や海藻糊であることがわかった。建材としてよく知られている漆喰の技法で造られた可能性が高い。地球儀の表面には「墨瓦臘泥加（メガラニカ）」という文字が書かれていることも判明した。

### 想像上の大陸「メガラニカ」（Magallanica）
「墨瓦臘泥加（メガラニカ）」とは、南半球に存在すると考えられていた想像上の大陸である。
南半球に巨大な大陸があるという説は、古くは2世紀古代ギリシアのプトレマイオスの地図に見られる。大航海時代にマゼランが、マゼラン海峡を発見した際に、現在のティエラ・デル・フェゴ島を幻の南方大陸の一部として報告したことから、メガラニカ大陸の名称が広まった。メガラニカとはマゼランのスペイン名にちなんで付けられた名称である。一般的には“未知の南方大陸”として知られている（伝説上の大陸）。

### 世界地図の伝来
日本における世界地図の歴史は、中国で刊行された『坤輿万国全図』（1602年）から始まる。イエズス会の宣教師マテオ・リッチにより伝えられたが、この地図には既に南半球に広がる広大な大陸「メガラニカ」が描かれていた。

### 地球儀の作製年代
メガラニカの名称が書かれていることから、聖徳太子（574年 - 622年）の時代ではなく、江戸時代に作製された可能性が高い。『特命リサーチ200X』では、日本で最初の百科事典『和漢三才図会』（1712年）の編纂者、寺島良安が製作したという仮説を紹介している。『和漢三才図会』に掲載されている「山海輿地全図」と聖徳太子の地球儀の地形がほぼ一致するという理由などからである。

### 謎のムー大陸
この地球儀には「山海輿地全図」には存在しない大陸がムー大陸に相当する位置に描かれている。ムー大陸の初出は、ジェームズ・チャーチワード の『失われたムー大陸』（1931年）で、『和漢三才図会』所載「山海輿地全図」より200年ほど後のことである。
原田実は、加工の都合で場所と大きさを変えられたフィリピン・インドネシア・ミクロネシアの島々である、としている。